# 福永令三
福永 令三（ふくなが れいぞう、1928年〈昭和3年〉12月25日 - 2012年〈平成24年〉11月19日）は、日本の童話作家。愛知県名古屋市出身。

## 略歴
名古屋市立東白壁小学校、愛知県立明倫中学校、第二早稲田高等学院を経て、早稲田大学第一文学部国文科卒業。大学在学中は小説を1か月に原稿用紙千枚以上必ず（200枚程度）書いていたという。大学卒業後は文筆生活に入り、純文学、児童文学、ミステリなどジャンルを問わず様々な文学賞に応募をし続けた。1946年より静岡県熱海市に移住し、生涯在住した。
1956年に「赤い鴉」で、黒岩松次郎（後の団鬼六）らを抑えて文藝春秋の第9回オール新人杯を受賞。
代表作は、1964年に第5回講談社児童文学新人賞を受賞した『クレヨン王国の十二か月』。同書は、1980年に講談社・青い鳥文庫（ソフトカバー版）が発売されると共に人気作となり、『クレヨン王国』シリーズとして30冊を超える続編が執筆された。また、1997年には、シリーズのうち数冊を原作として、『夢のクレヨン王国』というタイトルでテレビアニメ化もされた。
1967年には『家路』で第5回文藝賞佳作。
1968年から1991年まで、小学生を対象とした学習塾を経営する。2004年には日本児童文芸家協会から文化功労賞を受けた。
福永自らが審査委員長を務める福永令三児童文学賞が運営されていた。
2012年11月19日肺炎のため死去。満83歳没。

## 略年表（著作一覧）
※著作情報は国立国会図書館所蔵データによる
| 西暦 | 満年齢 | 主な出来事など |
| ---- | ------ | --- |
| 1928 | 0      | 名古屋市に生まれる。 |
| 1951 | 23     | 早稲田大学文学部国文科卒業。すぐに文筆生活に入る。 |
| 1953 | 25     | 市制25周年記念市史「熱海」出版（創芸社）。 |
| 1955 | 27     | 『寛永御前試合』(実録巷談新書／鱒書房)刊行。 |
| 1956 | 28     | 第9回オール新人杯を「赤い鴉」で受賞。 |
| 1958 | 30     | 『偉大なるジャロ：ライオン物語』(光書房)刊行。全国図書館協会選定図書。 |
| 1961 | 33     | 『偉大なるジャロ：ライオン物語』NHKラジオよりこどもの時間に1か月放送。第3回サンデー毎日小説賞佳作入選。 |
| 1962 | 34     | NHK懸賞小説に「真鯉」が当選、加藤通子による朗読が放送される。 |
| 1963 | 35     | 第5回サンデー毎日小説賞佳作「夕焼色の朱文錦」。モービル児童文学賞特選「十二色のクレヨン」（『赤馬物語』として全国小・中学校へ配布、図書館協会選定図書）。 |
| 1964 | 36     | 第5回講談社児童文学新人賞を「クレヨン王国の十二カ月」で受賞。毎日小学生新聞連載小説当選「ユカちゃんと一郎君」を毎日小学生新聞に連載。 |
| 1965 | 37     | 『クレヨン王国の12カ月』(児童文学創作シリーズ／講談社)刊行。読売新聞短編小説賞「賭博師」。雑誌新潮に「墓参」を発表。毎日中学生新聞連載小説当選「明日君と今日子ちゃん」を毎日中学生新聞に連載。 |
| 1967 | 39     | 第5回文芸賞佳作を「家路」で受賞。 |
| 1968 | 40     | 毎日新聞社より『ユカちゃんと一郎君』出版。学習塾を開く（1988年まで）。 |
| 1969 | 41     | 『明日君と今日子ちゃん』(毎日新聞少年少女シリーズ／毎日新聞社)刊行。 |
| 1970 | 42     | 学習研究社「二年の学習」に「うみうのキンぼう」を10回連載。 |
| 1980 | 52     | 1月、『クレヨン王国の十二カ月』が講談社文庫に収録。11月、講談社青い鳥文庫創刊。第1回配本に同作がラインナップ。 |
| 1981 | 53     | 『クレヨン王国のパトロール隊長』(児童文学創作シリーズ／講談社)刊行。 |
| 1982 | 54     | 『クレヨン王国の花ウサギ』(講談社青い鳥文庫)刊行。 |
| 1983 | 55     | 『クレヨン王国いちご村』(講談社青い鳥文庫)刊行。 |
| 1984 | 56     | 『クレヨン王国のパトロール隊長』『クレヨン王国の白いなぎさ』(講談社青い鳥文庫)刊行。 |
| 1985 | 57     | 『クレヨン王国七つの森』『クレヨン王国なみだ物語』『キミリーとみどりの小人』(講談社青い鳥文庫)、『クレヨン王国の花ウサギ』(講談社文庫)刊行。 |
| 1986 | 58     | 『クレヨン王国月のたまご』『クレヨン王国からきたおよめさん』『クレヨン王国まほうの夏』(講談社青い鳥文庫)、『クレヨン王国の十二か月』『クレヨン王国いちご村』『クレヨン王国の花ウサギ』『クレヨン王国のパトロール隊長』(児童文学創作シリーズ／講談社)刊行。 |
| 1987 | 59     | 『クレヨン王国月のたまご part.3』、『クレヨン王国春の小川』、『クレヨン王国の赤トンボ』、『クレヨン王国ファンタジーランド・詩画集』(講談社青い鳥文庫)、『おしゃべり三人少女湖のひみつ』(文学の扉／金の星社)刊行。 |
| 1988 | 60     | 『クレヨン王国の白いなぎさ』(児童文学創作シリーズ／講談社)、『クレヨン王国新十二か月の旅』『クレヨン王国黒の銀行』『クレヨン王国月のたまご part.2』(講談社青い鳥文庫)、『ほしがりやのサンタさん』(サンリオ創作絵本シリーズ)、『クレヨン王国の十二か月』点字資料（日本ライトハウス点字出版所 ）刊行。                                                                  |
| 1989 | 61     | 『クレヨン王国七つの森』『クレヨン王国なみだ物語』(児童文学創作シリーズ／講談社)、『クレヨン王国ファンタジーグッズ』、『クレヨン王国月のたまご part.5』『part.6』『part.7』(講談社青い鳥文庫)刊行。 |
| 1990 | 62     | 『クレヨン王国の花ウサギ』『クレヨン王国いちご村』点字資料（日本ライトハウス点字出版所 ）、『クレヨン王国月のたまご part.8』『クレヨン王国森のクリスマス物語』(講談社青い鳥文庫)、『ロペとキャベツのクレヨン王国』(講談社KK文庫)、『クレヨン王国ファンタジーポエム』刊行。                                                                                            |
| 1991 | 63     | 『サンタさんのふしぎなふくろ』(サンリオ創作絵本シリーズ)、『赤いぼうしのクレヨン王国』(講談社KK文庫)、『クレヨン王国の十二か月』(講談社ファミリーブック NHK母と子のテレビ絵本) 、『クレヨン王国のパトロール隊長』『クレヨン王国の白いなぎさ』点字資料（日本ライトハウス点字出版所 ）、『クレヨン王国水色の魔界』(講談社青い鳥文庫)刊行。                              |
| 1992 | 64     | 『クレヨン王国王さまのへんな足』『クレヨン王国109番めのドア part.1』(講談社青い鳥文庫)、『クレヨン王国七つの森』点字資料（日本ライトハウス点字出版所 ）刊行。 『3年の読み物特集 上』（学習研究社）に「校長先生になったタヌキ」採録。 |
| 1993 | 65     | 『クレヨン王国幽霊村へ三泊四日』『クレヨン王国109番めのドア part.2』『クレヨン王国デパート特別食堂』(講談社青い鳥文庫)刊行。 |
| 1994 | 66     | 『クレヨン王国ファンタジーランド・詩画集2』、『クレヨン王国超特急24色ゆめ列車』(講談社青い鳥文庫)、『クレヨン王国12か月のおくりもの』、『クレヨン王国なみだ物語』『クレヨン王国からきたおよめさん』点字資料（日本ライトハウス点字出版所 ）、『クレヨン王国シルバー王妃花の旅』(講談社青い鳥文庫)刊行。                                                                |
| 1995 | 67     | 『クレヨン王国まほうの夏』点字資料（日本ライトハウス点字出版所 ）、『クレヨン王国ロペとキャベツの物語』『クレヨン王国とんでもない虹』(講談社青い鳥文庫)刊行。 |
| 1996 | 68     | 『クレヨン王国12妖怪の結婚式』『クレヨン王国カメレオン別荘村』(講談社青い鳥文庫)、『クレヨン王国春の小川』点字資料（日本ライトハウス点字出版所 ）刊行。 |
| 1997 | 69     | 講談社「なかよし」にて片岡みちる『夢のクレヨン王国』連載開始（1998年まで）、アニメ『夢のクレヨン王国』放送開始（1999年まで）。 『クレヨン王国新十二か月の旅』『クレヨン王国シルバー王妃花の旅』(児童文学創作シリーズ／講談社)、『クレヨン王国茶色の学校 part.1』『part.2』(講談社青い鳥文庫)、『クレヨン王国の赤トンボ』点字資料（日本ライトハウス点字出版所 ）刊行。 |
| 1998 | 70     | 絵本『クレヨン王国ようこそゆうれいひめ』（講談社）、『クレヨン王国月のたまご』『クレヨン王国森のクリスマス物語』『クレヨン王国黒の銀行』(児童文学創作シリーズ／講談社)、『クレヨン王国タンポポ平17橋』(講談社青い鳥文庫)刊行。 |
| 1999 | 71     | 『クレヨン王国三日月のルンルン part.1』『part.2』(講談社青い鳥文庫)刊行。 |
| 2000 | 72     | 『クレヨン王国しっぽ売りの妖精』『クレヨン王国スペシャル夢のアルバム：公式ガイドブック』(講談社青い鳥文庫)刊行。 |
| 2001 | 73     | 『クレヨン王国の四土神』『新クレヨン王国千年桜五人姉妹』(講談社青い鳥文庫)刊行。 |
| 2002 | 74     | 『クレヨン王国道草物語』(講談社青い鳥文庫)刊行。 |
| 2003 | 75     | 『クレヨン王国幾山河を越えて』(講談社青い鳥文庫)刊行。 |
| 2004 | 76     | 日本児童文芸家協会特別功労賞を受賞。 『静かに冬の物語』（講談社）、『クレヨン王国いちご村』ハングル訳、『鳩の杖』（新風舎）刊行。 |
| 2005 | 77     | 『迷子のお月見遠足』『ゆうれい宿と妖精ホテル』(スケッチ童話集／新風舎)、『クレヨン王国月のたまご 完結編』(講談社青い鳥文庫)刊行。 「日本児童文学」に「インタビュー 福永令三さんに聞く 「クレヨン王国」シリーズ (特集:〈ズッコケ三人組〉と〈クレヨン王国〉)」掲載。 |
| 2006 | 78     | 『ウソつけボートとホラふけ魚』『子ギツネのゆうびんポスト』(スケッチ童話集／新風舎)、『その後のクレヨン王国』(講談社青い鳥文庫)、『クレヨン王国の12か月』ハングル訳、『クレヨン王国の十二か月』(講談社文庫)刊行。 |
| 2007 | 79     | エッセイ『ナイショでヒミツのクレヨン王国』『ぶらりぶらぶらクレヨン王国』（講談社）刊行。 |
| 2008 | 80     | 『クレヨン王国むかし話』（講談社）、エッセイ『クレヨン王国虫鳥花獣四季彩々』（講談社）刊行。 『齋藤孝のイッキによめる!音読名作選小学1年生』（講談社）に採録。 |
| 2009 | 81     | エッセイ『クレヨン王国を求めて』（講談社）刊行。『クレヨン王国の十二か月（上）』『（下）』(講談社大きな文字の青い鳥文庫)刊行。 |
| 2010 | 82     | 『クレヨン王国笑えるむかし話』（講談社）刊行。 |
| 2011 | 83     | 『クレヨン王国の十二か月』(講談社青い鳥文庫 新装版)刊行。 |
| 2012 | 84     | 誤嚥性肺炎のため死去。 『クレヨン王国の花ウサギ』(講談社青い鳥文庫 新装版)刊行。 |
| 2013 | —      | 『クレヨン王国新十二か月の旅』(講談社青い鳥文庫 新装版)刊行。 |
| 2014 | —      | 『クレヨン王国いちご村』(講談社青い鳥文庫 新装版)刊行。 |
| 2015 | —      | アニメ『夢のクレヨン王国memorial pack』（DVD）発売。『クレヨン王国超特急24色ゆめ列車』(講談社青い鳥文庫 新装版)刊行。 |
| 2016 | —      | 『クレヨン王国黒の銀行』(講談社青い鳥文庫 新装版)刊行。 |